# أكوسينا هرنانديز
أكوسينا هرنانديز (بالإسبانية: Azucena Hernández)‏ هي عارضة وممثلة إسبانية، ولدت في 1960 في إشبيلية في إسبانيا.

## وصلات خارجية
- أكوسينا هرنانديز على موقع IMDb (الإنجليزية)
- أكوسينا هرنانديز على موقع ألو سيني (الفرنسية)
- أكوسينا هرنانديز على موقع أول موفي (الإنجليزية)
- أكوسينا هرنانديز على موقع قاعدة بيانات الفيلم (الإنجليزية)
- أكوسينا هرنانديز على موقع كينوبويسك (الروسية)